# Гідо Родрігес
Гідо Родрігес (ісп. Guido Rodríguez; нар. 12 квітня 1994, Партідо-ді-Трес-де-Фебреро) — аргентинський футболіст, опорний півзахисник клубу «Вест Гем Юнайтед» і збірної Аргентини.

## Клубна кар'єра
Родрігес — вихованець клубу «Рівер Плейт». 10 жовтня 2014 року в поєдинку Кубка Аргентини проти «Росаріо Сентраль» Гідо дебютував за основний склад. Через три дні в матчі проти «Ньюеллс Олд Бойз» він дебютував в аргентинській Прімері. У своєму дебютному сезоні Родрігес допоміг клубу посісти друге місце в чемпіонаті і здобути Південноамериканський кубок. 18 липня 2015 року в поєдинку проти «Атлетіко Рафаели» він забив свій перший гол за «Рівер Плейт».
На початку 2016 року для набуття ігрової практики Гідо на правах оренди перейшов до клубу «Дефенса і Хустісія». 7 лютого в матчі проти «Уніона» він дебютував за нову команду.
Після закінчення оренди Родрігеса продали до мексиканської «Тіхуани». 16 липня в матчі проти «Монаркас Морелія» він дебютував в мексиканській Прімері. 25 липня в поєдинку проти «Пуебли» Гідо забив свій перший гол за «Тіхуану». Влітку 2017 року Родрігес перейшов до столичної «Америки». 30 липня в матчі проти «Пачуки» він дебютував за нову команду. 20 листопада в поєдинку проти «Сантос Лагуна» Гідо забив свій перший гол за «Америку».
У січні 2020 року його продали до іспанського клубу «Реал Бетіс». Дебютував за нову команду у 20-му турі Ла-Ліги проти «Реал Сосьєдада», де відіграв за матч 22 хвилини. А перший свій гол за іспанський клуб Гідо забив вже у 35 турі в матчі проти «Осасуни».
У серпні 2024 року перейшов до «Вест Гем Юнайтеда» як вільний агент.

## Міжнародна кар'єра
9 червня 2017 року в товариському матчі проти збірної Бразилії Родрігес дебютував за збірну Аргентини. Влітку 2019 року Родрігес взяв участь у Кубку Америки 2019 в Бразилії. На турнірі він зіграв проти збірної Колумбії. 

## Статистика виступів

### За клуб
Станом на 2 грудня 2019
| Клуб                          | Сезон              | Ліга                       | Ліга | Ліга | Кубок | Кубок | Європа | Європа | Інші | Інші | Загалом | Загалом |
| Клуб                          | Сезон              | Дивізіон                   | Ігри | Голи | Ігри  | Голи  | Ігри   | Голи   | Ігри | Голи | Ігри    | Голи    |
| ----------------------------- | ------------------ | -------------------------- | ---- | ---- | ----- | ----- | ------ | ------ | ---- | ---- | ------- | ------- |
| Рівер Плейт                   | 2014               | Прімера Дивізіон           | 7    | 0    | 1     | 0     | –      | –      | –    | –    | 8       | 0       |
| Рівер Плейт                   | 2015               | Прімера Дивізіон           | 9    | 1    | 1     | 0     | –      | –      | –    | –    | 10      | 1       |
| Рівер Плейт                   | Загалом            | Загалом                    | 16   | 1    | 2     | 0     | –      | –      | –    | –    | 18      | 1       |
| «Дефенса і Хустісія» (оренда) | 2016               | Прімера Дивізіон           | 15   | 0    | 1     | 0     | –      | –      | –    | –    | 16      | 0       |
| «Дефенса і Хустісія» (оренда) | Загалом            | Загалом                    | 15   | 0    | 1     | 0     | –      | –      | –    | –    | 16      | 0       |
| Тіхуана                       | 2016–17            | Прімера Дивізіон (Мексика) | 39   | 5    | 3     | 0     | –      | –      | –    | –    | 42      | 5       |
| Тіхуана                       | Загалом            | Загалом                    | 39   | 5    | 3     | 0     | –      | –      | –    | –    | 42      | 5       |
| Америка                       | 2017–18            | Прімера Дивізіон (Мексика) | 37   | 1    | 7     | 0     | 4      | 0      | –    | –    | 48      | 1       |
| Америка                       | 2018–19            | Прімера Дивізіон (Мексика) | 44   | 8    | 7     | 0     | –      | –      | –    | –    | 51      | 8       |
| Америка                       | 2019–20            | Прімера Дивізіон (Мексика) | 18   | 3    | –     | –     | 0      | 0      | –    | –    | 18      | 3       |
| Америка                       | Загалом            | Загалом                    | 99   | 12   | 14    | 0     | 4      | 0      | –    | –    | 117     | 12      |
| Загалом за кар'єру            | Загалом за кар'єру | Загалом за кар'єру         | 169  | 18   | 20    | 0     | 4      | 0      | –    | –    | 193     | 18      |

### Статистика виступів за збірну
Станом на 10 липня 2021 року
| Дата       | Місто          | Господарі | Результат               | Гості     | Турнір                            | Голи | Примітки |
| ---------- | -------------- | --------- | ----------------------- | --------- | --------------------------------- | ---- | -------- |
| 9-6-2017   | Мельбурн       | Бразилія  | 0 – 1                   | Аргентина | товариський матч                  | -    | 69'      |
| 26-3-2019  | Танжер         | Марокко   | 0 – 1                   | Аргентина | товариський матч                  | -    |          |
| 8-6-2019   | Сан-Хуан       | Аргентина | 5 – 1                   | Нікарагуа | товариський матч                  | -    | 56'      |
| 15-6-2019  | Сальвадор      | Аргентина | 0 – 2                   | Колумбія  | Копа Америка 2019 - 1-й етап      | -    | 42'      |
| 5-9-2019   | Лос-Анджелес   | Чилі      | 0 – 0                   | Аргентина | товариський матч                  | -    | 85'      |
| 9-10-2019  | Дортмунд       | Німеччина | 2 – 2                   | Аргентина | товариський матч                  | -    | 90+2'    |
| 13-10-2019 | Ельче          | Еквадор   | 1 – 6                   | Аргентина | товариський матч                  | -    | 46'      |
| 15-11-2019 | Ер-Ріяд        | Бразилія  | 0 – 1                   | Аргентина | товариський матч                  | -    | 83'      |
| 18-11-2019 | Тель-Авів      | Аргентина | 2 – 2                   | Уругвай   | товариський матч                  | -    | 88'      |
| 13-10-2020 | Ла-Пас         | Болівія   | 1 – 2                   | Аргентина | Відбір до ЧС 2022                 | -    | 69'      |
| 18-6-2021  | Бразиліа       | Аргентина | 1 – 0                   | Уругвай   | Копа Америка 2021 - груповий етап | 1    |          |
| 21-6-2021  | Бразиліа       | Аргентина | 1 – 0                   | Парагвай  | Копа Америка 2021 - груповий етап | -    |          |
| 28-6-2021  | Куяба          | Болівія   | 1 – 4                   | Аргентина | Копа Америка 2021 - груповий етап | -    | 71'      |
| 3-7-2021   | Гоянія         | Аргентина | 3 – 0                   | Еквадор   | Копа Америка 2021 - чвертьфінал   | -    | 71'      |
| 6-7-2021   | Бразиліа       | Аргентина | 1 – 1 д.ч. (3 – 2 п.п.) | Колумбія  | Копа Америка 2021 - півфінал      | -    | 87'      |
| 10-7-2021  | Ріо-де-Жанейро | Бразилія  | 0 – 1                   | Аргентина | Копа Америка 2021 - фінал         | -    | 54'      |
| Усього     |                | Матчів    | 16                      |           | Голів                             | 1    |          |

## Досягнення

### Збірна
- Переможець Суперкласіко де лас Амерікас (1):

Аргентина: 2017
- Володар Кубка Америки (2):

Аргентина: 2021, 2024
- Бронзовий призер Кубка Америки (1):

Аргентина: 2019
- Чемпіон світу (1):

Аргентина: 2022
- Володар Кубка чемпіонів КОНМЕБОЛ–УЄФА (1):

Аргентина: 2022

### Командні
- Володар Південноамериканського кубка (1):

«Рівер Плейт»: 2014
- Володар Кубка Іспанії (1):

«Реал Бетіс»: 2022